# Okręty podwodne typu STS
Okręty podwodne typu STS – japońskie przybrzeżne okręty podwodne budowane z przeznaczeniem do obrony macierzystych wysp Japonii w końcowym okresie drugiej wojny światowej na Pacyfiku. 

## Historia
Zaprojektowane w 1944 roku, szczególny nacisk położono na duża prędkość. Budowane z wykorzystaniem prefabrykacji, spawane. Niektóre jednostki otrzymały chrapy. Ogółem zamówionych zostało 90 jednostek tego typu, zakładano budowę 13 jednostek miesięcznie, dzięki rozdzieleniu produkcji pomiędzy kilka stoczni. Miała to być najdłuższa seria okrętów podwodnych w historii japońskiej marynarki. Czas budowy pojedynczego okrętu miał wynosić trzy miesiące. Stępkę pod pierwszą jednostkę (Ha-201) położono 1 marca 1945 roku w stoczni w Sasebo, ukończono 31 maja 1945 roku. Zwodowano 22 kadłuby, 10 okrętów ukończono w całości - wszystkie w Sasebo. Żaden okręt nie przeprowadził patrolu operacyjnego przed kapitulacją Japonii.

## Parametry techniczne
Wyporność standardowa 320 ton, na powierzchni 429 ton, w zanurzeniu 493 ton. Długość 53 m, szerokość 4 m, zanurzenie 3,4 m. Napędzane silnikiem wysokoprężnym o mocy 400 KM i silnikiem elektrycznym o mocy 1250 KM. Jeden wał napędowy. Osiągały prędkość 13,9 węzłów na powierzchni i 11,8 węzłów w zanurzeniu. Zasięg na powierzchni 3000 mil morskich przy prędkości 10 węzłów. Zasięg w zanurzeniu 100 mil przy prędkości 2 węzłów. Autonomiczność 15 dni. Zanurzenie 100 m, testowe 150 m. Załoga składała się z 22-26 oficerów i marynarzy. Uzbrojenie to dwie wyrzutnie torped 533 mm z zapasem 4 torped i jeden karabin maszynowy 7,7 mm.